# Guberevac (Knić)
Pour les articles homonymes, voir Guberevac.
Guberevac (en serbe cyrillique : Губеревац) est un village de Serbie situé dans la municipalité de Knić, district de Šumadija. Au recensement de 2011, il comptait 702 habitants.

## Démographie
| 1948  | 1953  | 1961  | 1971  | 1981  | 1991 | 2002 | 2011 |
| ----- | ----- | ----- | ----- | ----- | ---- | ---- | ---- |
| 1 265 | 1 221 | 1 223 | 1 223 | 1 089 | 958  | 790  | 702  |

|  |